# 馬弗里克 (亞利桑那州)
馬弗里克（英語：Maverick）是位於美國亞利桑那州阿帕契縣的一個非建制地區。該地的面積和人口皆未知。

## 地理
馬弗里克的座標為33°44′34″N 109°32′51″W / 33.74278°N 109.54750°W，而該地的平均海拔高度為2379米（即7805英尺）。